# Kennedy Luchembe
Kennedy Luchembe (né le 8 juillet 2001) est un athlète zambien, spécialiste du 400 mètres.

## Biographie
Il est médaillé d'argent du relais 4 × 400 m lors des championnats d'Afrique 2022.
En 2024, il remporte la médaille d'or du relais 4 × 400 m lors des Jeux africains à Accra au Ghana. L'équipe de Zambie, composée par ailleurs de Patrick Nyambe, David Mulenga et Muzala Samukonga, établit un nouveau record national ainsi qu'un nouveau record de la compétition en 2 min 59 s 12, obtenant leur qualification pour les Jeux olympiques de 2024.

## Palmarès
| Date | Compétition                    | Lieu         | Résultat | Épreuve   | Marque        |
| ---- | ------------------------------ | ------------ | -------- | --------- | ------------- |
| 2018 | Jeux africains de la jeunesse  | Alger        | 1er      | 400m      | 46 s 21       |
| 2018 | Jeux olympiques de la jeunesse | Buenos Aires | 2e       | 400m      |               |
| 2022 | Championnats d'Afrique         | Saint-Pierre | 2e       | 4 × 400 m | 3 min 5 s 53  |
| 2022 | Championnats d'Afrique         | Saint-Pierre | 6e       | 400 m     | 46 s 16       |
| 2022 | Jeux du Commonwealth           | Birmingham   | 5e       | 4 × 400 m | 3 min 4 s 76  |
| 2024 | Jeux africains                 | Accra        | 1er      | 4 × 400 m | 2 min 59 s 12 |
| 2024 | Championnats d'Afrique         | Douala       | 3e       | 4 × 400 m | 3 min 2 s 56  |
| 2024 | Jeux olympiques                | Paris        | 8e       | 4 × 400 m | 3 min 2 s 72  |

## Records
| Épreuve | Marque  | Lieu   | Date          |
| ------- | ------- | ------ | ------------- |
| 400 m   | 45 s 51 | Lusaka | 10 avril 2021 |